# Sir Mix-a-Lot
Sir Mix-a-Lot, pseudonimo di Anthony Ray (Seattle, 12 agosto 1963), è un rapper, cantautore e produttore discografico statunitense.
È conosciuto in maniera particolare per il singolo Baby Got Back (1992), che ha raggiunto la vetta della Billboard Hot 100.

## Discografia
Album
- 1988 - Swass
- 1989 - Seminar
- 1992 - Mack Daddy
- 1994 - Chief Boot Knocka
- 1996 - Return of the Bumpasaurus
- 2003 - Daddy's Home